# Balma (Francia)
Balma è un comune francese di 13 592 abitanti situato nel dipartimento dell'Alta Garonna nella regione dell'Occitania, che si trova a 5,5 km. ad est dal centro di Tolosa.

## Infrastrutture e trasporti
Il comune è servito dalla stazione di Balma - Gramont, capolinea della Linea A della metropolitana di Tolosa.

## Società

### Evoluzione demografica
Abitanti censiti

## Galleria d'immagini

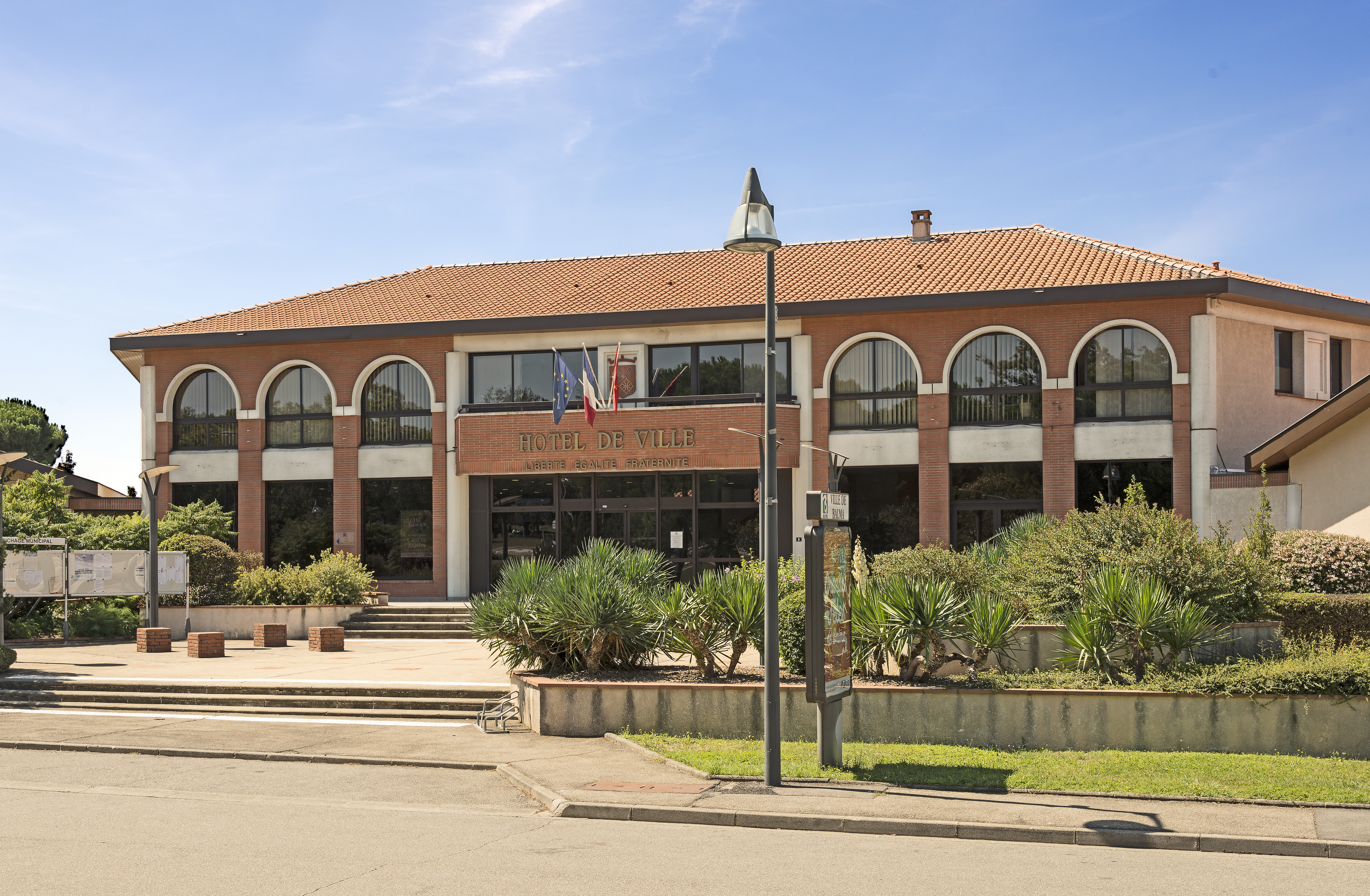
Municipio
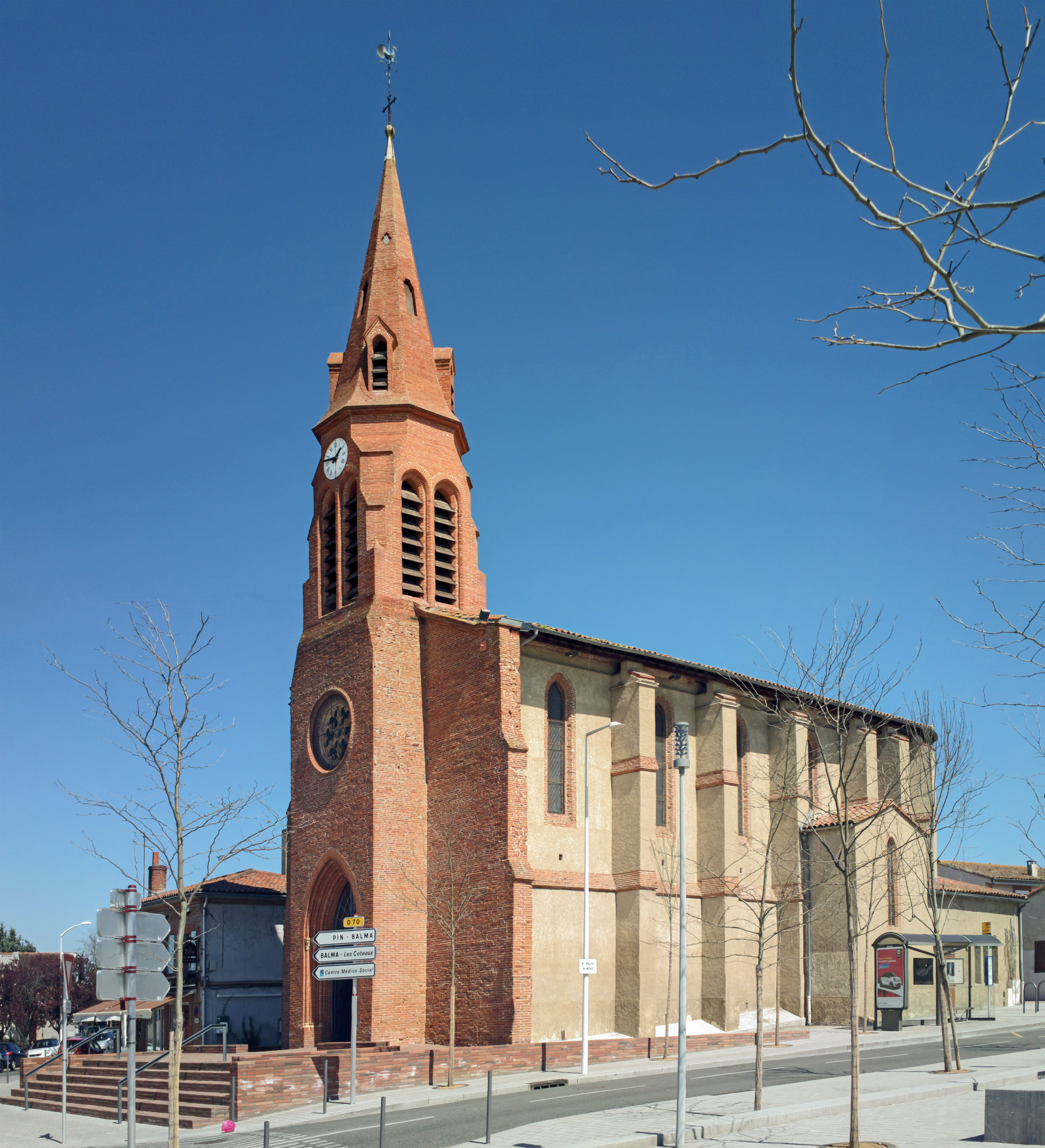
Chiesa Saint-Joseph
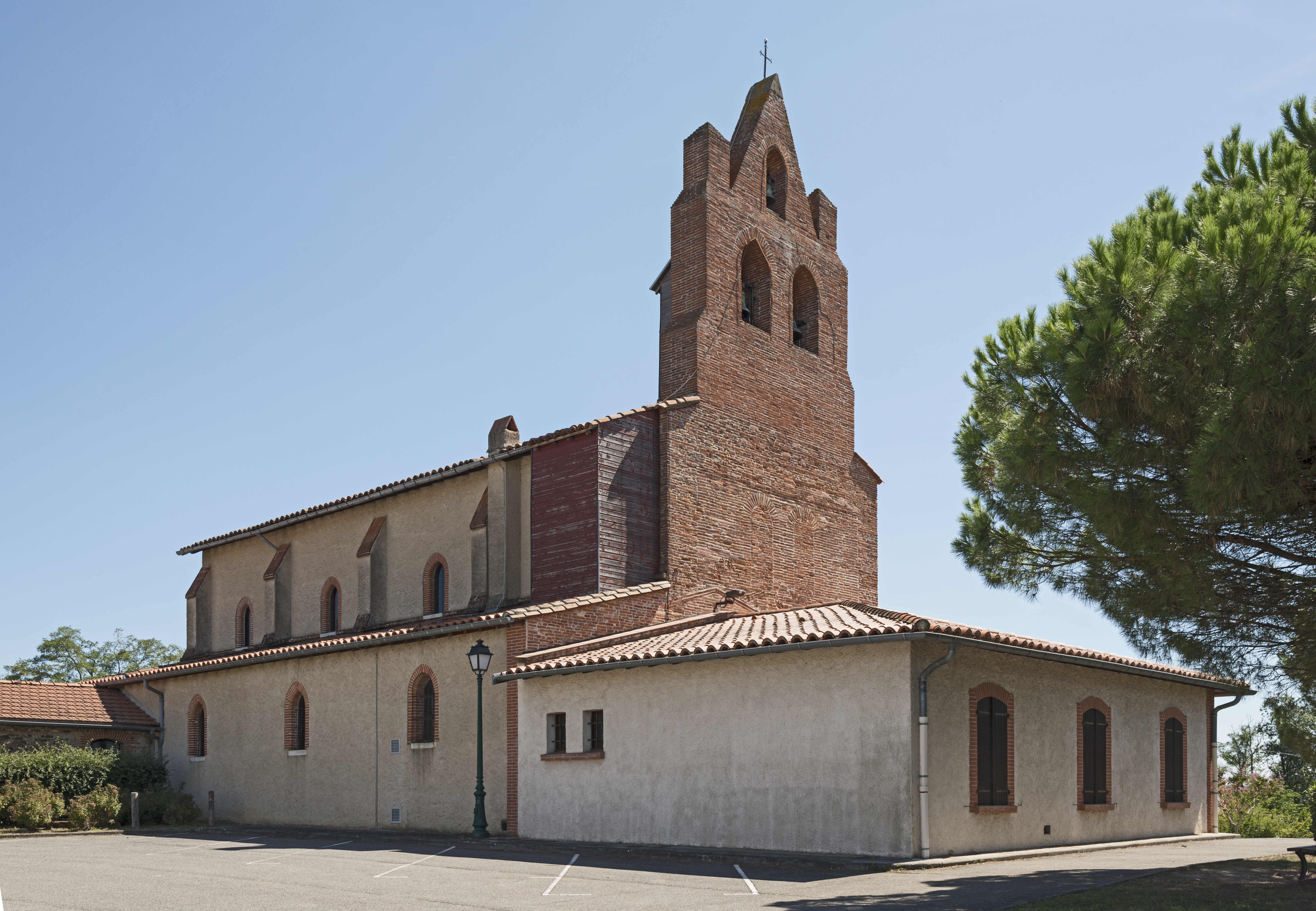
Chiesa Saint-Martin-de-Boville
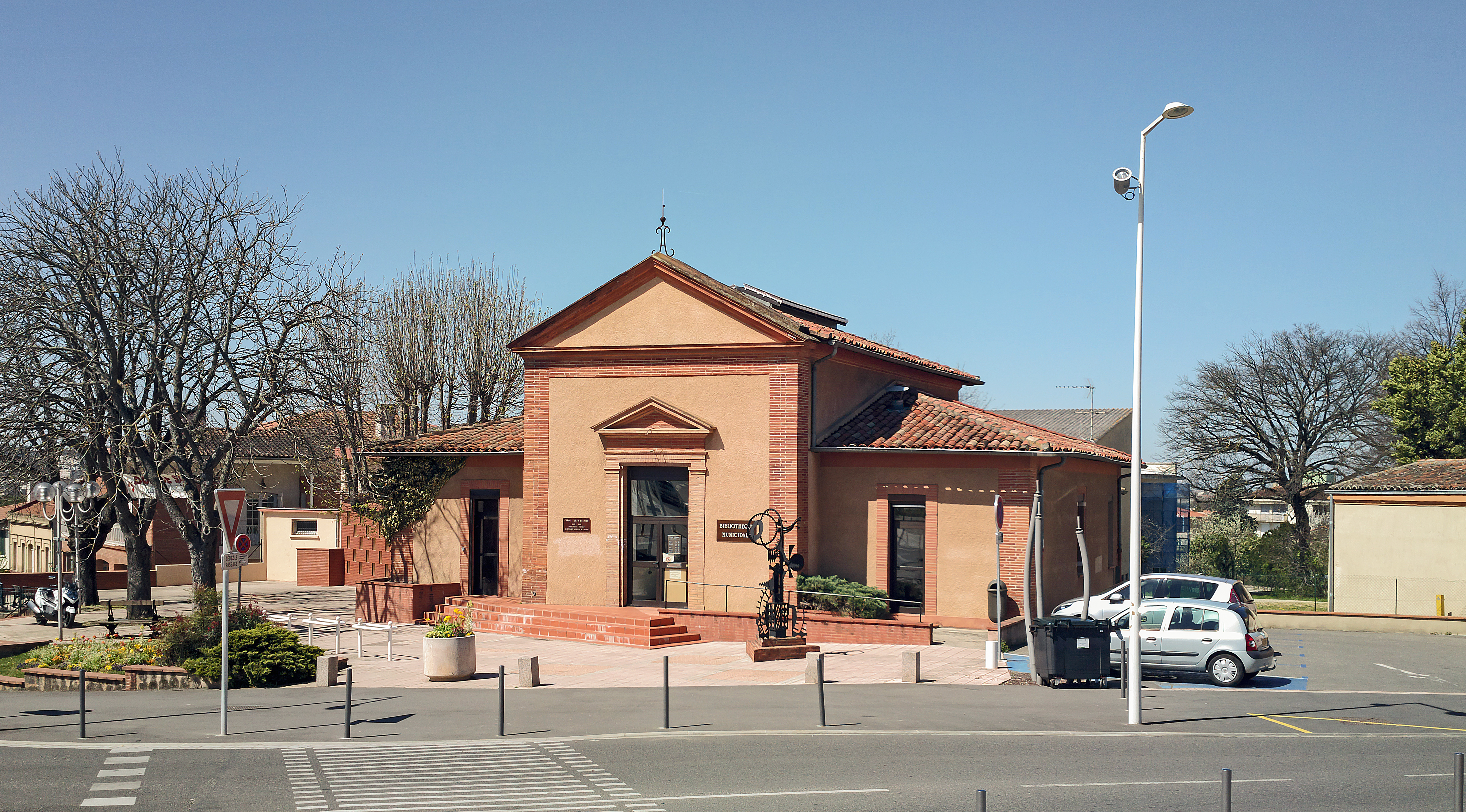
Vecchio municipio, oggi biblioteca comunale
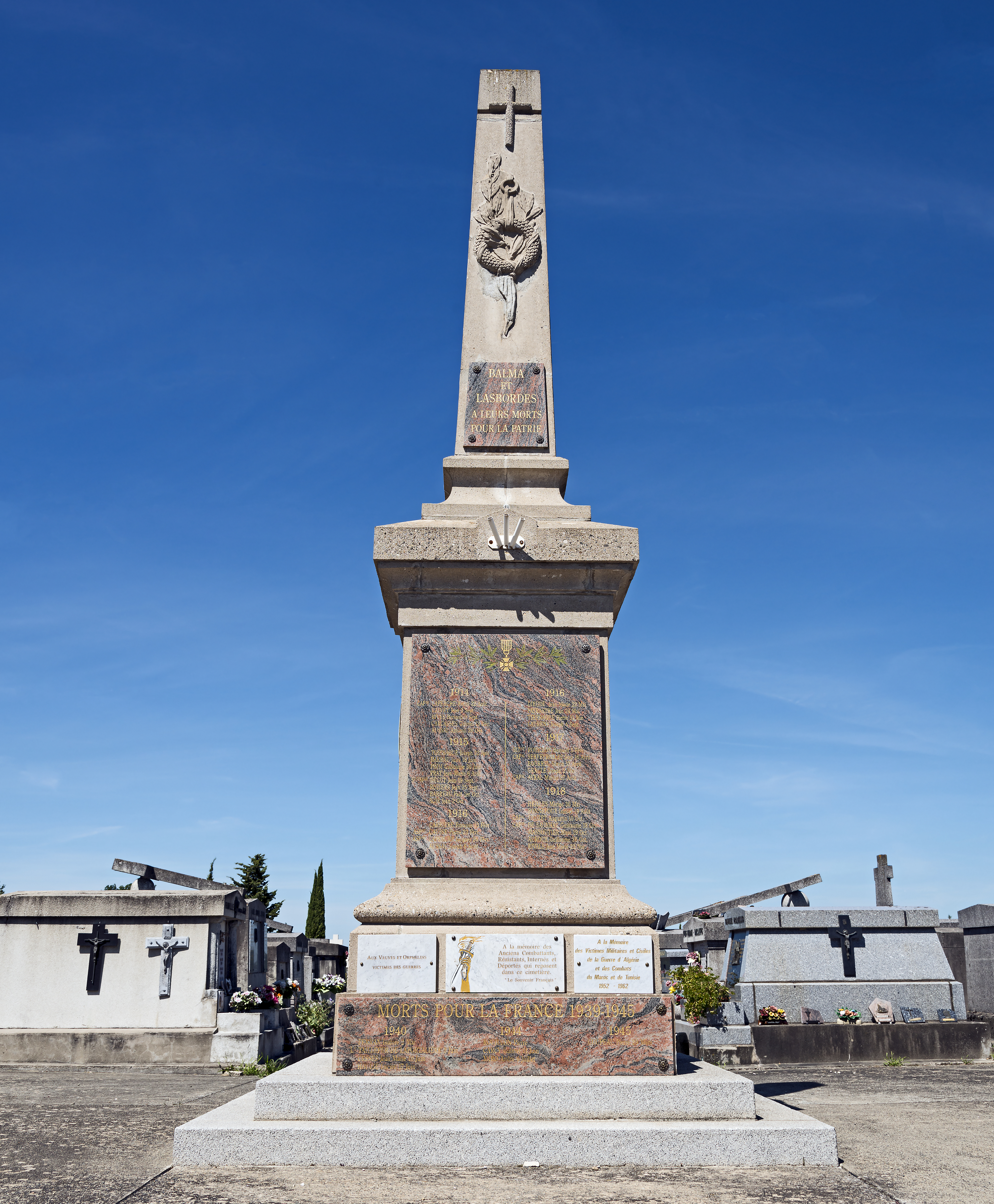
Monumento ai Caduti